# これが物理学だ!
『これが物理学だ！ ─ マサチューセッツ工科大学「感動」講義』 (英語: For the Love of Physics : From the End of the Rainbow to the Edge of Time - a Journey through the Wonders of Physics) は、著者のウォルター・ルーウィンがマサチューセッツ工科大学で行った講義をまとめた物理学の書である。　著者が講義で実践している「体感できる実験」を通して物理学の基礎が「人に感動を与える美しいもの」であることを説いている。　また講義の様子は、インターネットを介して無料で視聴でき、年間100万ヒットを記録した人気ぶりである。　日本では、日本語版としてNHKによって『白熱教室 - これが物理学だ！』(2013年1月)が放映された。　本書はビデオ番組のテキストとして利用することも可能な内容となっている。

## 内容
著者がマサチューセッツ工科大学の教養課程で実践している講義は、大掛かりな実験装置を用いた体感できる物理実験である。たとえば「天井からつり下げられた重さ15キログラムの鉄球を、自分の顎の下まで引き上げて手を離すと、鉄球はもの凄い勢いで戻ってくる。しかし顎の直前でぴたりと止まり次の振り子運動の周期に入る。決して顎を砕いたりしない実験結果からエネルギー保存の法則が成立している事を示す。そして実験において生じる物理現象の計測を通して、物理学の専門書に書いてある理論を解説する共に、物理学の楽しさと美しさを伝える内容となっている。

## 著者
ウォルター・ルーウィン(英: Walter H.G. Lewin)は、物理学博士（核物理学専攻）でX線宇宙物理学の先駆者である。マサチューセッツ工科大学の教養課程で物理学の教鞭を受け持っている。
インターネット公開授業の嚆矢となったMITオープンコースウエアで注目を集め、ニューヨーク・タイムズからWebスターと称された。ルーウィンは物理学の講義に携わる身上としてほとんどの学生は物理学者になるわけではない。ゆえに「複雑な数理計算よりも発見することのすばらしさ」を胸に刻ませるほうが、ずっと大切だ。と語る。

### 講義ビデオ
- For the Love of Physics[リンク切れ], MIT Video.
- Walter Lewin Channel, MIT Video.
- For The Love of Physics | Video Lectures | Physics I: Classical Mechanics | Physics | MIT OpenCourseWare.

### 書評とニューズレター
- Bill Gates (March 06, 2012) MIT Physics News Spotlight: For the Love of Physics (Book Review by bill gates).
- Jennifer Chu (May 18, 2011) MIT Physics News Spotlight; A labor of love: Walter Lewin, acclaimed professor emeritus and Internet star, delivers one final lecture at MIT.
- Brad Baker(January 22, 2013) MIT Physics News Spotlight; Whether you like it or not, Walter Lewin is going to make you love physics: MIT Physics Professor and online web star brings his renowned electricity and magnetism course to edX.
- Jennifer Chu (2001)A Labor of Love; Walter Lewin, acclaimed professor emeritus and Internet star, delivers one final lecture at MIT (PDF) ,mit physics annual 2011 news & events in physics,pp.13-14.